# Pauridia
Pauridia là một chi thực vật có hoa thuộc họ Hạ trâm. Đây là loài bản địa của miền nam châu Phi (Các tỉnh Cape, KwaZulu-Natal, Lesotho và Namibia), và miền nam Úc (New South Wales, Nam Úc, Tasmania, Victoria, Tây Úc). Loài này được du nhập vào New Zealand. Các loài phân bố tại miền nam châu Phi từng được xếp vào chi Spiloxene.

## Loài
Tính đến  tháng 11 năm 2020, Plants of the World Online công nhận các loài dưới đây:
- Pauridia acida (Nel) Snijman & Kocyan
- Pauridia aemulans (Nel) Snijman & Kocyan
- Pauridia affinis (Schult. & Schult.f.) Snijman & Kocyan
- Pauridia alba (Thunb.) Snijman & Kocyan
- Pauridia alticola Snijman & Kocyan
- Pauridia aquatica (L.f.) Snijman & Kocyan
- Pauridia breviscapa Snijman
- Pauridia canaliculata (Garside) Snijman & Kocyan
- Pauridia capensis (L.) Snijman & Kocyan
- Pauridia curculigoides (Bolus) Snijman & Kocyan
- Pauridia etesionamibensis (U.Müll.-Doblies, Mark.Ackermann, Weigend & D.Müll.-Doblies) Snijman & Kocyan
- Pauridia flaccida (Nel) Snijman & Kocyan
- Pauridia gardneri (R.J.F.Hend.) Snijman & Kocyan
- Pauridia glabella (R.Br.) Snijman & Kocyan
- Pauridia gracilipes (Schltr.) Snijman & Kocyan
- Pauridia linearis (Andrews) Snijman & Kocyan
- Pauridia longituba M.F.Thomps.
- Pauridia maryae Snijman
- Pauridia maximiliani (Schltr.) Snijman & Kocyan
- Pauridia minuta (L.f.) T.Durand & Schinz
- Pauridia monophylla (Schltr. ex Baker) Snijman & Kocyan
- Pauridia monticola Snijman
- Pauridia nana (Snijman) Snijman & Kocyan
- Pauridia occidentalis (Benth.) Snijman & Kocyan
- Pauridia ovata (L.f.) Snijman & Kocyan
- Pauridia pudica Snijman
- Pauridia pusilla (Snijman) Snijman & Kocyan
- Pauridia pygmaea Snijman & Kocyan
- Pauridia salina (M.Lyons & Keighery) Snijman & Kocyan
- Pauridia scullyi (Baker) Snijman & Kocyan
- Pauridia serrata (Thunb.) Snijman & Kocyan
- Pauridia trifurcillata (Nel) Snijman & Kocyan
- Pauridia umbraticola (Schltr.) Snijman & Kocyan
- Pauridia vaginata (Schltdl.) Snijman & Kocyan
- Pauridia verna (Hilliard & B.L.Burtt) Snijman & Kocyan